# Harbour Heat
Maillots
Les Harbour Heat, ou NZCT Harbour Heat, sont un club néo-zélandais de basket-ball basé à Auckland. Il appartient la National Basketball League, le plus haut niveau en Nouvelle-Zélande.

## Palmarès
- Néant

## Entraîneurs successifs
- Depuis 2007 : John Dorge